# Jezioro episzelfowe

Schematyczny przekrój przez granicę lądu i lodowca szelfowego:
1) jezioro episzelfowe (słodkowodne),
2) woda morska (słona),
3) lodowiec szelfowy,
4) pokrywa lodowa jeziora,
5) podłoże skalne

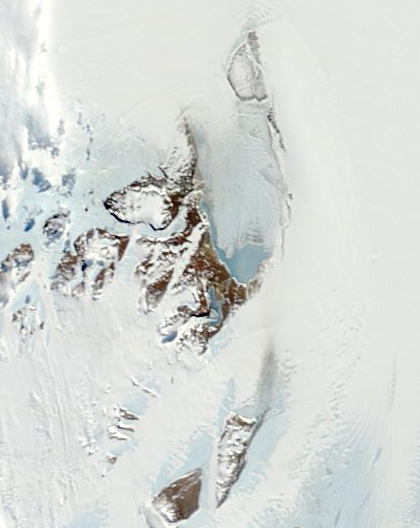
Oaza Amery’ego na Antarktydzie: w centrum zdjęcia znajduje się duże jezioro episzelfowe Beaver Lake, Lodowiec Szelfowy Amery’ego rozciąga się jeszcze daleko na północny wschód (w górę i na prawo)

Jezioro episzelfowe – naturalny zbiornik wody słodkiej, powstały przez zamknięcie odpływu wody z doliny (fiordu) przez lodowiec szelfowy. Ze względu na różnicę gęstości, napływająca od góry woda słodka tworzy warstwę na powierzchni gęstszej wody morskiej, sięgającą głębokością aż do podstawy bariery lodowca. Jeziora episzelfowe są unikatowymi zbiornikami wody, jako że nie posiadają stałego dna – fizycznie od dołu jezioro ogranicza warstwa słonej wody.
Jeziora tego typu występują niemal wyłącznie w Antarktyce, z nielicznymi wyjątkami w Arktyce. Największym jeziorem episzelfowym Antarktydy jest Beaver Lake w oazie antarktycznej sąsiadującej z Lodowcem Szelfowym Amery’ego.

## Życie
Jeziora episzelfowe, które wypełnia woda pochodząca z topnienia lodu, są oligotroficzne i zawierają bardzo niewiele substancji odżywczych. Organizmy żywe mogą dostawać się do niego przez granicę wody słonej i słodkiej, jednak pochodzenie niektórych gatunków występujących w takich jeziorach jest trudne do wyjaśnienia, jako że nie są spotykane w okolicznych morzach. W Arktyce stwierdzono występowanie zooplanktonu słodkowodnego w jeziorze episzelfowym i morskiego w słonej wodzie pod nim. Niewiele organizmów osiedla się w wodach tych jezior i sieci troficzne są nieskomplikowane; u szczytu występuje zwykle pojedynczy gatunek skorupiaka.

## Zjawiska
Ze względu na hydrauliczne połączenie pomiędzy morzem a jeziorem, jeziora episzelfowe podlegają cyklowi przypływów i odpływów. Tafla lodowa, pokrywająca powierzchnię jeziora, jest z tego powodu potrzaskana przy brzegach.
W Antarktyce ląd ogranicza jeziora episzelfowe od południa i jest chłodniejszy niż wody oceanu na północy. W Arktyce, gdzie rzadkie jeziora od południa ogranicza cieplejszy ląd, może zachodzić cielenie się lodowca szelfowego po stronie jeziora.
Pęknięcie w odgradzającej jezioro od morza barierze szelfowej może doprowadzić do zniszczenia jeziora. Pomiędzy 2000 a 2002 r. woda zgromadzona w największym jeziorze episzelfowym półkuli północnej, położonym w fiordzie Disraeli na Wyspie Ellesmere’a, wylała się do Oceanu Arktycznego. Jej miejsce zajęła napływająca od dołu woda morska. Jezioro w 1967 roku miało 43 metry głębokości, pod nim znajdowała się warstwa wody słonej o głębokości prawie 400 m.